# 1re division d'infanterie motorisée (France)
Pour les articles homonymes, voir 1re division.
La 1re division d'infanterie (1re DI), devenue 1re division d'infanterie motorisée (1re DIM), est une division d'infanterie de l'Armée de terre française qui a participé à la Première et à la Seconde Guerres mondiales.

## Dénominations
- 1873 : 1re division d'infanterie
- 1935 : 1re division d'infanterie motorisée
- 1940 : 1re division légère d'infanterie puis dissolution
- 1944 : 1re division d'infanterie
- 1946 : dissolution

## Les chefs de la1redivisiond'infanterie
- 18 octobre 1873 - 17 décembre 1878 : général Lecointe
- 26 décembre 1878 - 18 octobre 1879 : général Billot
- 12 novembre 1879 - 12 avril 1882 : général Hartung
- 5 janvier 1884 : général Comte
- 31 décembre 1887 : général Gueytat
- 11 janvier 1888 - 28 septembre 1893 : général Maurand
- 13 octobre 1898 - 6 avril 1906 : général Courbassier
- 18 avril 1906 : général Chamoin
- 28 septembre 1910 : général Nicolas
- 23 mars 1911 : général Desoille
- 12 novembre 1911 - 3 octobre 1914 : général Gallet
- 3 octobre 1914 - 8 mars 1915 : général Bro
- 8 mars 1915 - 6 octobre 1916 : général de Riols de Fonclare
- 6 octobre 1916 - 12 janvier 1923 : général Grégoire
- 1er décembre 1925 : général Aubert
- 3 avril - 20 octobre 1926 : général Mittelhauser
- 22 décembre 1927 - 3 février 1930 : général Prételat
- 6 mai 1932 : général Condé
- 6 mars 1935 - 8 juin 1937 : général Doumenc
- 1939 - 1940 : général Malivoire-Filhol de Camas
- 1940 : général Welvert
- 1944 - 1946 : général Callies[1]
- 1946 : général Bertrand[1]

## De 1873 à 1914

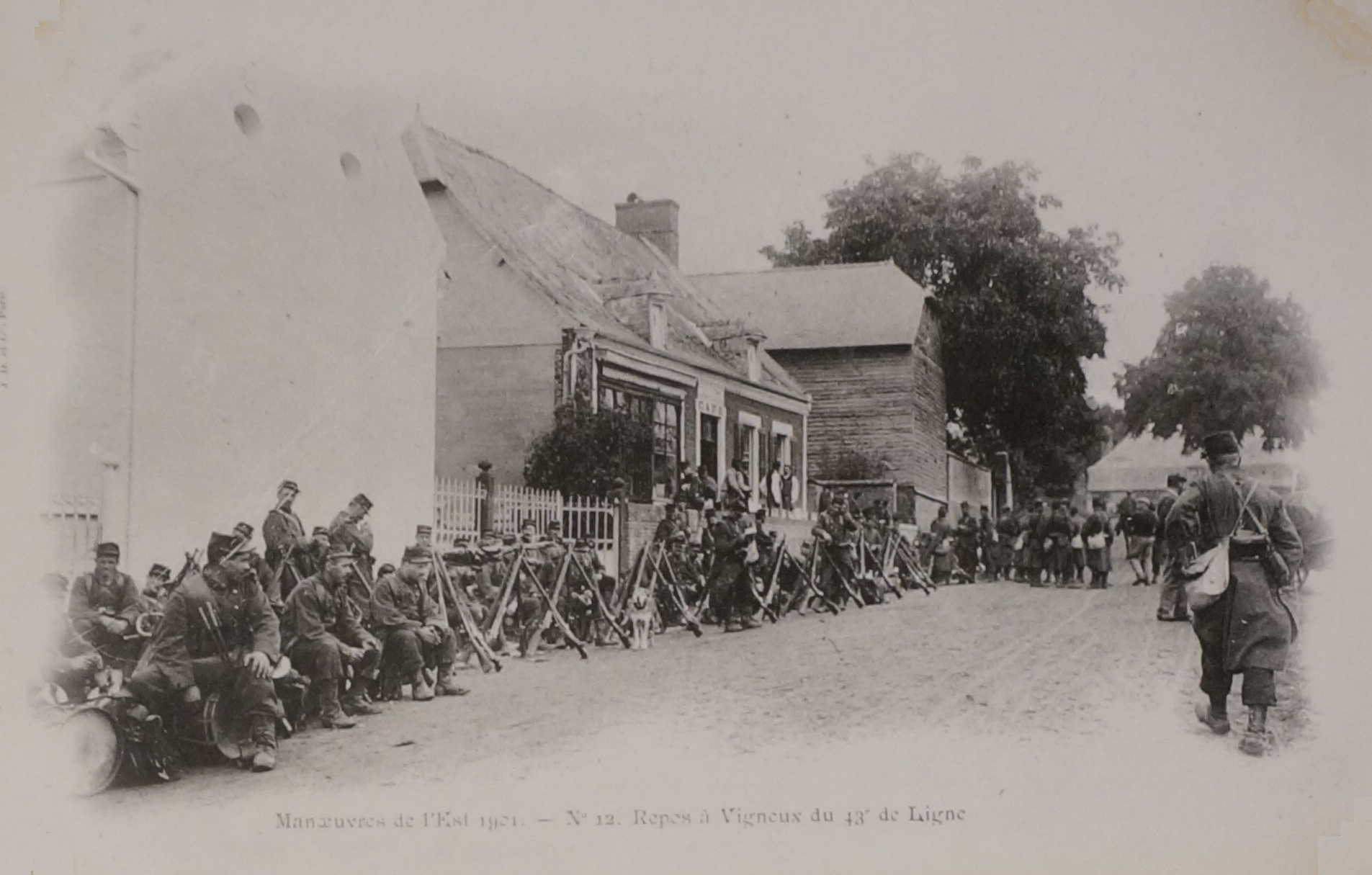
Le (1re brigade) lors des grandes manœuvres de l'Est de 1901.

La division est créée par le décret du 28 septembre 1873. Située en 1re région militaire (Lille), elle est constituée de deux brigades à deux régiments :
- 1re brigade d'infanterie :
  - 43e régiment d'infanterie de ligne
  - 127e régiment d'infanterie de ligne
- 2e brigade d'infanterie :
  - 1er régiment d'infanterie de ligne
  - 84e régiment d'infanterie de ligne

## Première Guerre mondiale
Mobilisée dans la 1re région. Affectée au 1er corps d'armée.

### Composition au cours de la guerre
- infanterie :

1er régiment d'infanterie d'août 1914 à novembre 1918
43e régiment d'infanterie d'août 1914 à octobre 1916
84e régiment d'infanterie d'août 1914 à juin 1915
127e régiment d'infanterie d'août 1914 à octobre 1916
201e régiment d'infanterie de juin 1915 à novembre 1918
233e régiment d'infanterie de novembre 1916 à novembre 1918
1 bataillon de pionniers du 110e régiment d'infanterie territoriale d'août 1918 à novembre 1918
- artillerie :

3 groupes de 75 du 15e régiment d'artillerie de campagne de la mobilisation à l'armistice
102e batterie de 58 du 27e régiment d'artillerie de campagne de juillet 1915 à janvier 1918
101e batterie de 58 du 15e régiment d'artillerie de campagne de fin 1917 à avril 1918
7e groupe de 155C du 101e régiment d'artillerie lourde de juillet à novembre 1918
- cavalerie :

5e escadron du 6e régiment de chasseurs du 14 août 1914 au 1er mai 1917
1er escadron du 6e régiment de chasseurs du 1er mai 1917 à l'armistice
- génie :

compagnie 1/1 du 3e régiment du génie d'août 1914 à novembre 1918
compagnie 1/51 (ex-1/1 bis) du 3e régiment du génie de mi-1915 à novembre 1918
compagnie 1/21 3e régiment du génie de fin 1916 à novembre 1918

### Historique

#### 1914
- 5 – 13 août : transport par V.F. dans la région d'Aubenton ; puis, mouvement vers Sécheval et couverture sur la Meuse, dans la région Mézières, Monthermé.
- 13 – 23 août : mouvement, vers le nord, par Surice, sur Anthée. À partir du 15 août, occupation du front de la Meuse, entre Hastière et Anseremme, puis mouvement, par Ermeton-sur-Biert, en direction de Charleroi.
- 23 – 29 août : engagée dans la Bataille de Charleroi, vers Saint-Gérard. À partir du 24, repli par Mariembourg et Signy-le-Petit, sur Guise.

25 août : combat de Mariembourg.
- 29 août – 6 septembre : engagée dans la Bataille de Guise, au nord-ouest de Sains-Richaumont. À partir du 31 août, repli, par Crécy-sur-Serre, Breuil-sur-Vesle et Reuil, vers le sud d'Esternay.
- 6 – 13 septembre : engagée dans la 1re Bataille de la Marne.

6 - 10 septembre : Bataille des Deux Morins : combats dans la région d'Esternay, puis vers Maclaunay et Margny. À partir du 10, poursuite, par Dormans et Ville-en-Tardenois, jusqu'au-delà de Reims.
- 13 septembre – 1er novembre : engagée dans la 1re Bataille de l'Aisne : combats vers la Neuvillette et les Cavaliers de Courcy. À partir du 16 septembre, mouvement de rocade vers Roucy ; combats vers la ferme du Choléra et vers Berry-au-Bac. Puis, stabilisation et occupation d'un secteur vers Gernicourt et Berry-au-Bac, étendu à droite, le 4 octobre, jusqu'au sud de la Neuville.

12 - 15 octobre : attaques françaises vers Sapigneul.
- 1er novembre – 7 décembre : retrait du front et mouvement vers Bazoches. À partir du 5 novembre, engagée dans les contre-attaques françaises, à la suite de l'action allemande sur Soupir : passage de l’Aisne.

6 novembre : attaque et reprise de Soupir.
7 - 14 novembre : combats vers Soupir et Chavonne. Puis, occupation et organisation d'un secteur vers Chavonne et le canal de l'Oise à l'Aisne.
- 7 – 28 décembre : retrait du front. Repos vers Rosnay. À partir du 16 décembre, transport par V.F., de la région de Fismes, Fère-en-Tardenois, dans celle de la Cheppe. À partir du 20 décembre, stationnement vers Suippes et Bussy-le-Château.

#### 1915
- 28 décembre 1914 – 12 mars 1915 : 1re bataille de Champagne, occupation d'un secteur vers la ferme de Beauséjour.

16 février : attaques françaises sur le fortin de Beauséjour ; puis violents combats dans cette région.
- 12 mars – 5 avril : retrait du front et repos vers Champigneul-Champagne (éléments maintenus en secteur jusqu'au 22 mars). À partir du 28 mars, transport par V.F., de Sommesous, dans la région de Longeville, puis mouvement vers le sud-est de Verdun.
- 5 – 20 avril : engagée dans la 1re bataille de Woëvre, à l'est de Braquis et d'Hennemont, puis occupation, dans cette région, d'un secteur étendu à gauche, le 10 avril, jusqu'au bois de Buzy.
- 20 – 26 avril : retrait du front ; mouvement par étapes et transport par camions vers la région de Sainte-Menehould. À partir du 23, transport par V.F., à Fismes.
- 26 avril – 17 juillet : mouvement vers le front ; occupation d'un secteur vers le sud du Godat et Berry-au-Bac, étendu, à droite, le 2 juin, jusqu'à Loivre.
- 17 juillet – 18 août : retrait du front vers Branscourt ; travaux de 2e position et repos.
- 18 août 1915 – 20 février 1916 : occupation d'un secteur vers Loivre et la Neuville (guerre de mines)

22 août : extension du front, à gauche, jusque vers Sapigneul.
8 septembre : réduction, à droite, jusqu'au Godat.
15 novembre : nouvelle extension, à gauche, jusque vers Berry-au-Bac.

#### 1916
- 20 – 29 février : retrait du front. À partir du 23, transport, par camions et par V.F., dans la région de Vitry-le-François, puis, le 25, dans celle de Verdun et de Belleville.
- 29 février – 7 avril : engagé dans la bataille de Verdun, vers Bras, la côte du Poivre et les carrières d'Haudromont.
- 7 – 18 avril : retrait du front ; transport par camions et regroupement vers Saint-Dizier. À partir du 11 avril, transport par VF dans la région de Dormans ; repos.
- 18 avril – 20 juillet : mouvement vers Fismes. À partir du 21 avril, occupation d'un secteur entre le moulin Pontoy et la route de Paissy à Ailles, étendu, à gauche, le 17 juillet, jusque vers Troyon.
- 20 juillet – 13 août : retrait du front ; repos dans la région Ville-en-Tardenois, Épernay. À partir du 23 juillet, transport par VF vers Breteuil ; puis repos et instruction vers Crèvecœur-le-Grand. À partir du 9 août, mouvement vers le Sud-Ouest d'Amiens ; repos.
- 13 août– 30 septembre : mouvement vers le front. À partir du 19 août, engagé dans la bataille de la Somme, devant Maurepas, (sauf du 6 au 13 septembre, où la DI est retirée vers Sailly-Laurette)

24, prise de Maurepas.
26 septembre : coopération à la prise de Combles.
- 30 septembre – 7 octobre : Retrait du front. À partir du 2 octobre ; transport par VF dans la région du camp de Châlons ; repos.
- 7 octobre – 27 novembre : Mouvement vers le front, occupation d'un secteur vers la cote 193 et le sud de Sainte-Marie-à-Py.
- 27 novembre 1916 – 4 janvier 1917 : retrait du front ; repos vers Courtisols. À partir du 10 décembre, instruction.

#### 1917
- 4 – 31 janvier : mouvement vers le front, occupation d'un secteur vers la cote 193 et le chemin de Souain à Sainte-Marie-à-Py.
- 31 janvier – 3 mars : retrait du front ; repos et instruction vers Châlons-sur-Marne et Suippes.
- 3 mars – 9 avril : Mouvement vers Fismes. À partir du 9 mars, préparatifs d'offensive sur l'Aisne, dans la région de Beaurieux.
- 9 – 21 avril : occupation d'un secteur vers Craonne. Engagée à partir du 15 avril : Bataille du Chemin des Dames, prise du plateau et du village de Craonne. Puis, organisation et défense du terrain conquis.
- 21 avril – 25 juin : retrait du front. Transport par camions vers Chéry-Chartreuve, puis mouvement, par Troissy, vers la région de Montmirail ; regroupement. À partir du 9 mai, mouvement, par Bergères-lès-Vertus et Lhuitre, vers le camp de Mailly ; instruction.

10 juin : mouvement, par Coclois, Marcilly-le-Hayer et Gouaix, vers le Sud de Provins ; repos.
- 25 juin – 29 juillet : Transport par V.F. vers Dunkerque et Bergues. À partir du 27, placé en 2e ligne, au sud-ouest de Het-Sas. À partir du 7 juillet, relève de l'armée belge et occupation d'un secteur vers Het-Sas et Boesinghe (du 15 au 29 juillet, l'infanterie est retirée du front et mise au repos au sud de Bergues)
- 31 juillet – 7 décembre : engagée dans la 2e bataille des Flandres

31 juillet: attaque et prise de Bikschote.
5 – 20 août : retrait du front ; repos dans la région de Bergues.
20 août – 14 septembre : mouvement vers le front et occupation d'un secteur vers Bixschoote et Langemark.
14 septembre – 16 octobre : retrait du front ; repos et instruction dans la région de Calais.
16 – 30 octobre : mouvement vers le front et occupation d'un secteur vers Langemarck et Merkem. Les 22 et 26 octobre, attaques françaises ; progression au-delà du Saint-Jansbeek
23 octobre : réduction du front, à gauche, jusqu'au sud de Kloosterschool.
30 octobre – 7 décembre : retrait du front ; repos au sud de Bergues.
- 7 décembre 1917 – 18 janvier 1918 : mouvement, par Lillers, Bouquemaison, Villers-Bocage, Breteuil, Saint-Just-en-Chaussée et Chamant, vers la région de l'Ourcq ; repos et instruction vers Lizy-sur-Ourcq.

#### 1918
- 18 janvier – 9 mars : mouvement vers le front. À partir 21 janvier, occupation d'un secteur vers la forêt de Vauclerc et le Ployon.
- 9 – 23 mars : retrait du front ; repos vers Arcis-le-Ponsart.
- 23 mars – 12 mai : mouvement vers Romain, puis, le 24, transport par camions vers Noyon. Engagée, le 25, au sud de Guiscard, dans la 2e bataille de Picardie : combat en retraite et défense de l'Oise aux abords de Noyon ; combats au mont Renaud. Puis stabilisation du front entre Ourscamps et Pontoise ; extension à droite, le 3 avril, jusqu'à Varesnes.
- 12 – 28 mai : retrait du front ; repos vers Choisy-au-Bac. À partir du 27 mai, transport par camions vers Venizel et Ciry-Salsogne.
- 28 mai – 5 juin : engagée dans la 3e bataille de l'Aisne, combats en retraite jusqu'à la lisière nord-est de la forêt de Villers-Cotterêts.
- 5 – 11 juin : retrait du front ; travaux vers Villers-Cotterêts.
- 11 juin – 13 juillet : occupation d'un secteur à la lisière est de la forêt de Villers-Cotterêts, vers Corcy et la ferme. Combats violents vers la ferme Chavigny ; reconnaissances vers Longpont.
- 13 – 18 juillet : retrait du front ; mouvement vers Dammartin-en-Goële ; repos.

16 juillet : transport par camions à l'est de Crépy-en-Valois.
- 18 – 28 juillet : engagée, le 18 au soir, vers Blanzy, dans la bataille du Soissonnais (2e bataille de la Marne) : offensive vers Grand-Rozoy et Le Plessier-Huleu.
- 28 juillet – 27 août : retrait du front ; repos à l'ouest de Compiègne.
- 27 août – 19 octobre : transport par V.F. en Alsace. À partir du 31 août, occupation d'un secteur vers Leimbach et la vallée de la Lauch, étendu à gauche, le 10 octobre, jusqu'à Metzeral.
- 19 octobre – 7 novembre : retrait du front ; repos vers Masevaux, puis mouvement par étapes vers Darney. À partir du 30 octobre, instruction au camp de Darney.
- 7 – 11 novembre : mouvement vers Mirecourt ; préparatifs d'offensive.

## L'entre-deux-guerres
La loi du 13 juillet 1927, sur l’organisation générale de l’armée, et la loi des cadres et effectifs du 28 mars 1928, fixent le nombre des divisions d’infanterie métropolitaines à vingt. Elles sont considérées comme des forces de territoire affectées à la défense du sol métropolitain. Ces grandes unités d’infanterie sont de trois types, dix divisions d’infanterie de type « nord-est », sept divisions d’infanterie motorisées et trois divisions d’infanterie alpine.
La 1re division d'infanterie est stationnée à Lille. En 1935, elle devient 1re division d'infanterie motorisée, formé comme division d'infanterie motorisée type renforcé (soit apte au combat dès le début des hostilités).

## Le début de la Seconde Guerre mondiale

### Composition
Le 10 mai 1940, la 1re DIM, sous les ordres du général de Camas, est rattachée au 3e corps d'armée qui est intégré à la 1re armée.
À cette date la division se compose de :
- 1er régiment d'infanterie motorisée : Cambrai
- 43e régiment d'infanterie motorisée : Lille
- 110e régiment d'infanterie motorisée : Dunkerque
- 15e régiment d'artillerie divisionnaire : Douai
- 215e régiment d'artillerie Lourde divisionnaire
- 7e groupe de reconnaissance de division d'infanterie  de Saint-Omer,
- génie: 1/1 et 1/2 compagnie de sapeurs mineurs.
- groupement de transport no 16.
- 1/81 compagnie télégraphique
- 1/82 compagnie radio
- 201/1 compagnie automobile du Quartier Général.
- 301/1 compagnie automobile de transport.
- 1/1e groupe d'exploitation divisionnaire.
- 1er groupe sanitaire divisionnaire
- parc d'artillerie divisionnaire

Elle disparait à l'issue de l'échec de la manœuvre Dyle-Breda. Elle est reconstituée à partir du 5 juin 1940 comme 1re division légère d'infanterie (format réduit).

## Reconstitution en 1945
À partir de novembre 1944, la division est reconstituée à Bourges à partir d'ex-éléments des forces françaises de l'intérieur (FFI) de la région de Lille et des résistants berrichons de la brigade Bertrand. Les ex-bataillons FFI sont renommés 1er régiment d'infanterie, 43e régiment d'infanterie, 110e régiment d'infanterie, 15e régiment d'artillerie et 12e régiment de chasseurs à cheval. Les régiments d'infanterie et d'artillerie reprennent volontairement le nom des unités de la 1re DIM de 1940. La division est initialement équipée de matériel ex-allemand de prise, d'anciens matériels de l'Armée française (comme des chars Hotchkiss H35 et H39 au 12e chasseurs) et de matériel britannique, en particulier celui fourni aux unités FFI engagées dans le siège de Dunkerque. Elle n'est que partiellement rééquipée par les Américains à la suite d'incidents politiques entre de Gaulle et le président américain Truman. Elle atteint son effectif théorique de 16 150 hommes en septembre 1945.
En avril 1945, elle est mise à disposition de la 1re armée française et est engagée fin avril et début mai dans la région de Strasbourg puis sur la rive gauche du Danube pour nettoyer les arrières de la 2e division d'infanterie marocaine,.
En juillet 1945, la division rejoint la Sarre occupée par les Français. Elle est dissoute en avril 1946.

## Sources et bibliographie
- Service historique de l'état-major des armées, Les Armées françaises dans la Grande guerre, Paris, Impr. nationale, 1922-1934, onze tomes subdivisés en 30 volumes (BNF 41052951) :
  - AFGG, vol. 2, t. 10 : Ordres de bataille des grandes unités : divisions d'infanterie, divisions de cavalerie, 1924, 1092 p. (lire en ligne).